# Taurus Awards 2005
Die Taurus Awards 2005 waren die fünfte Verleihung des Taurus Award, eine US-amerikanische Auszeichnung für Filmstunts, welche am 25. September 2005 erneut wie seit 2003 auf einem Backlot der Paramount Pictures stattfanden.

## Verleihung
Busta Rhymes eröffnete die Show. Mit dem Taurus Honorary Award wurden Quentin Tarantino, Sylvester Stallone geehrt, während Vic Armstrong den Lifetime Achievement Award erhielt.
Auf der Bühne wurden Live-Stunts durchgeführt. Dwayne Johnson führte als Moderator durch die Show.

## Gewinner und Nominierte
Der Taurus Award wird jährlich in wechselnden Kategorien vergeben. Im Jahr 2005 erfolgt die Verleihung in folgenden Kategorien.
Zeitleiste der Kategorien des Taurus Award
Die Auszeichnungen wurden wie in den beiden Jahren zuvor in neun Kategorien verliehen, in denen insgesamt 29 verschiedene Filme nominiert wurden. Dabei wurden die Filme The Punisher sowie Hart am Limit mit jeweils vier Nominierungen am häufigsten nominiert. Mit jeweils zwei Auszeichnungen erhielten Die Bourne Verschwörung sowie Kill Bill – Volume 2 die meisten Taurus Awards. Wie in den beiden Vorjahren wurde eine deutsche Actionserie als beste ausländische Produktion ausgezeichnet. Mit Hart am Limit wurde in der Kategorie Bester Stunt eines Mannes eine Filmproduktion erstmals dreimal in derselben Kategorie nominiert.
Folgende Filme des Vorjahres wurden 2005 nominiert sowie mit dem Taurus Award ausgezeichnet.
| Kategorie (Englische Originalbezeichnung)                                 | Nominierte Filme (Gewinner fett markiert)     |
| ------------------------------------------------------------------------- | --------------------------------------------- |
| Beste Kampfszene (Best Fight)                                             | Die Bourne Verschwörung                       |
| Beste Kampfszene (Best Fight)                                             | House of Flying Daggers                       |
| Beste Kampfszene (Best Fight)                                             | Kill Bill – Volume 2                          |
| Beste Kampfszene (Best Fight)                                             | Der Babynator                                 |
| Beste Kampfszene (Best Fight)                                             | Troja                                         |
| Bester Feuerstunt (Best Fire)                                             | Aviator                                       |
| Bester Feuerstunt (Best Fire)                                             | Be Cool                                       |
| Bester Feuerstunt (Best Fire)                                             | Hostage – Entführt                            |
| Bester Feuerstunt (Best Fire)                                             | The Punisher                                  |
| Bester Feuerstunt (Best Fire)                                             | Chuckys Baby                                  |
| Bester Stunt in der Höhe (Best High Work)                                 | Catwoman                                      |
| Bester Stunt in der Höhe (Best High Work)                                 | Die Vergessenen                               |
| Bester Stunt in der Höhe (Best High Work)                                 | Ladder 49                                     |
| Bester Stunt in der Höhe (Best High Work)                                 | Starsky & Hutch                               |
| Bester Stunt in der Höhe (Best High Work)                                 | Walking Tall – Auf eigene Faust               |
| Bester Fahrzeugstunt (Best Work With A Vehicle)                           | Die Bourne Verschwörung                       |
| Bester Fahrzeugstunt (Best Work With A Vehicle)                           | The Punisher                                  |
| Bester Fahrzeugstunt (Best Work With A Vehicle)                           | Sahara – Abenteuer in der Wüste               |
| Bester Fahrzeugstunt (Best Work With A Vehicle)                           | Spider-Man 2                                  |
| Bester Fahrzeugstunt (Best Work With A Vehicle)                           | New York Taxi                                 |
| Bester Spezialstunt (Best Specialty Stunt)                                | Along Came Polly                              |
| Bester Spezialstunt (Best Specialty Stunt)                                | Flight of the Phoenix                         |
| Bester Spezialstunt (Best Specialty Stunt)                                | Spider-Man 2                                  |
| Bester Spezialstunt (Best Specialty Stunt)                                | New York Taxi                                 |
| Bester Spezialstunt (Best Specialty Stunt)                                | Hart am Limit                                 |
| Bester Stunt eines Mannes (Best Overall Stunt By A Stunt Man)             | Collateral                                    |
| Bester Stunt eines Mannes (Best Overall Stunt By A Stunt Man)             | Spider-Man 2                                  |
| Bester Stunt eines Mannes (Best Overall Stunt By A Stunt Man)             | Hart am Limit                                 |
| Bester Stunt eines Mannes (Best Overall Stunt By A Stunt Man)             | Hart am Limit                                 |
| Bester Stunt eines Mannes (Best Overall Stunt By A Stunt Man)             | Hart am Limit                                 |
| Bester Stunt einer Frau (Best Overall Stunt By A Stunt Woman)             | Kill Bill – Volume 2                          |
| Bester Stunt einer Frau (Best Overall Stunt By A Stunt Woman)             | National Treasure                             |
| Bester Stunt einer Frau (Best Overall Stunt By A Stunt Woman)             | The Punisher                                  |
| Bester Stunt einer Frau (Best Overall Stunt By A Stunt Woman)             | Scooby Doo 2 – Die Monster sind los           |
| Bester Stunt einer Frau (Best Overall Stunt By A Stunt Woman)             | Chuckys Baby                                  |
| Bester Stuntkoordinator (Best Stunt Coordinator And/Or 2nd Unit Director) | Die Bourne Verschwörung                       |
| Bester Stuntkoordinator (Best Stunt Coordinator And/Or 2nd Unit Director) | Kill Bill – Volume 2                          |
| Bester Stuntkoordinator (Best Stunt Coordinator And/Or 2nd Unit Director) | The Punisher                                  |
| Bester Stuntkoordinator (Best Stunt Coordinator And/Or 2nd Unit Director) | New York Taxi                                 |
| Bester Stuntkoordinator (Best Stunt Coordinator And/Or 2nd Unit Director) | Troja                                         |
| Bester Stunt in einem ausländischen Film (Best Action In A Foreign Film)  | Der Clown – Payday (Deutschland)              |
| Bester Stunt in einem ausländischen Film (Best Action In A Foreign Film)  | Eiskalte Bedrohung (Schweden)                 |
| Bester Stunt in einem ausländischen Film (Best Action In A Foreign Film)  | Lasko – Im Auftrag des Vatikans (Deutschland) |
| Bester Stunt in einem ausländischen Film (Best Action In A Foreign Film)  | New Police Story (Hongkong)                   |
| Bester Stunt in einem ausländischen Film (Best Action In A Foreign Film)  | Peligrosa obsesión (Argentinien)              |